# Sergej Korsakov (psychiatr)

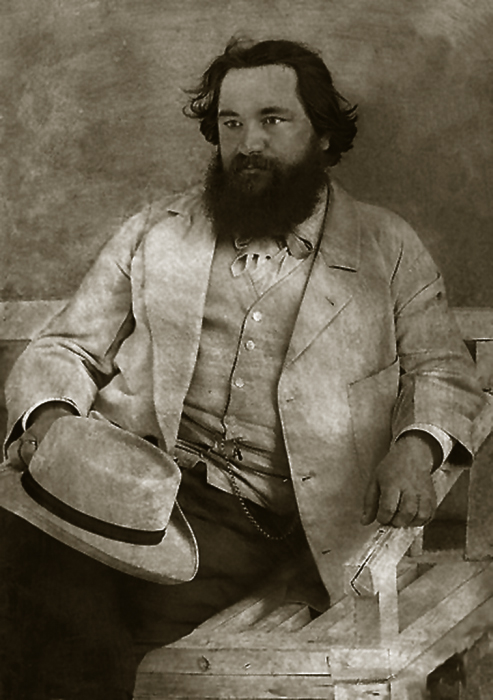
Poslední fotografie Sergeje Korsakova před smrtí

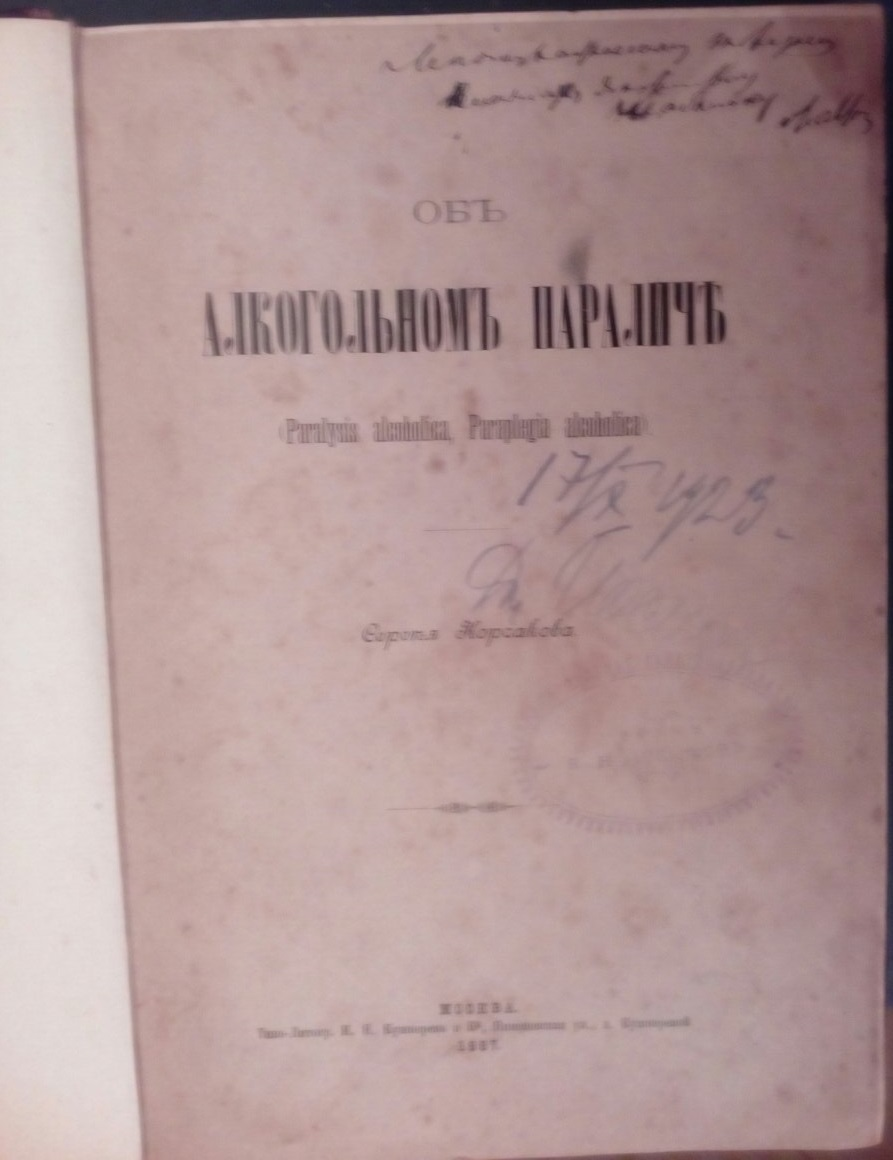
Titulní strana studie O alkoholické paralýze (1887)

Sergej Sergejevič Korsakov (rusky Сергей Сергеевич Корсаков; 22. lednajul./ 3. února 1854greg., Gus-Chrustalnyj – 1. květnajul./ 14. května 1900greg. Moskva) byl ruský psychiatr a neuropatolog, jeden ze zakladatelů ruské psychiatrické školy, známý svým dílem o alkoholové psychóze.

## Život
Narodil se ve sklářské obci Gus-Chrustalnyj jako druhý ze dvou synů v rodině vzdělaného Sergeje Grigorjeviče Korsakova, generálního ředitele statků, továren a podniků I. S. Malcova, k nimž patřila také nemocnice. Matka Akilina Jakovlevna Aljančikovová byla rovněž vzdělaná. Když otec v roce 1857 odešel do důchodu, rodina se přestěhovala na panství Dubrovka v Rjazaňské gubernii a o dva roky později na panství Timonino v Bogorodském újezdu v Moskevské gubernii. V roce 1864 malý Sergej s bratrem Nikolajem a strýcem kvůli studiu přesídlili do Moskvy. Sergej byl pro své znalosti přijat rovnou do 2. ročníku gymnázia a absolvoval je v roce 1870 se zlatou medailí. Na gymnáziu hrál ve studentském divadle, psal poezii a povídky. Od jedenácti let soukromě doučoval své spolužáky.
Na lékařské fakultě Moskevské univerzity studoval pod vedením zakladatele ruské histologie Alexandra Ivanoviče Babuchina, prvního přednosty Ústavu lékařství Moskevské univerzity, terapeuta G. A. Zacharina a neuropatologa A. J. Koževnikova. Zajímal se také o filozofii a psychologii, napsal konspekt knihy I. M. Sečenova „Reflexe mozku“. Studium absolvoval v roce 1875 prací „Případ šlechtice Ilji Smirnova, 29 let“.
Na univerzitě poznal svou budoucí manželku Annu Konstantinovnu Barsovovou, neteř a žákyni podinspektora Moskevské univerzity Pavla Petroviče Barsova, se kterou se oženil roku 1879.

## Praxe a výzkum
Po studiích nastoupil do Preobraženské psychiatrické léčebny a od roku 1876 pokračoval ve studiu na klinice nervových chorob Moskevské univerzity pod vedením A. J. Koževnikova. V lednu 1877 Korsakov publikoval svou první vědeckou práci: „Kurz elektroterapie“ a začal pracovat na své doktorské disertaci „O alkoholové paralýze“. Koncem roku 1879 se vrátil do Transfigurační psychiatrické léčebny a zároveň začal pracovat v soukromé psychiatrické léčebně Alexandra Fjodoroviče Bekkera.
Roku 1880 poprvé vystoupil jako specialista na soudní psychiatrii, a to v Preobraženské psychiatrické léčebně v případu Kačky Praskovové, která zabila svého milence. Psychiatrická vyšetření se lišila v názorech přítomných lékařů na příčetnost obviněné. Přestože Kačka byla prohlášena za duševně chorou, případ se vymykal tehdejší judikatuře, a proto kvůli němu byla svolána konference. Korsakov definoval duševní chorobu Kačky jako poruchu osobnosti zločince odlišně od tehdy zákonem uznávaných pojmů „vrozené šílenství“ a „šílenství jako získaná duševní porucha“. Nazval její stav psychopatií a upozornil, že spadá do kompetence psychiatrie.
Korsakov pokračoval v práci v Bekkerově a v Preobraženské nemocnici, jeho diagnostické a léčebné metody a režim byla později aplikovány ve všech státních psychiatrických léčebnách Ruské říše. Po Bekkerově smrti v roce 1881 nabídla jeho vdova Maria Fjodorovna Korsakovovi místo ředitele nemocnice. Poprvé se mu podařilo plně realizovat v nemocnici režim jako v sanatoriu. Začal vyučovat, později si vytvořil vlastní psychiatrickou školu. Své metody aplikoval do psychiatrických léčeben v Petrohradě a ve Finském velkoknížectví. Jeho žáky byli N. N. Baženov, V. P. Serbskij, A. A. Tokarskij a další.
V roce 1885 se podílel na organizaci Moskevské psychologické společnosti, na vzniku a práci neurologického kroužku A. J. Koževnikova a vypracoval práci „O alkoholové paralýze“.
Korsakov trpěl dědičnou srdeční vadou. První infarkt myokardu prodělal ve 44 letech, na druhý ve 47 letech zemřel. Byl pohřben na hřbitově Novoalexejevského kláštera v Moskvě.

## Dílo a pokračovatelé
Korsakov na své klinice v Moskvě založil experimentální psychiatrickou laboratoř pro výzkum nemocí alkoholiků. Rozpoznal a popsal jejich neuropatii, jež byla po něm pojmenována Korsakovův syndrom alkoholiků, v anglosaské literatuře také Wernicke–Korsakovův syndrom. Publikoval zásadní publikace o diagnózách chorob alkoholiků. Korsakovova klinika byla po jeho předčasné smrti přičleněna k lékařské fakultě moskevské univerzity, jež nyní nese titul První moskevská státní lékařská univerzita I. M. Sečenova. K jejím absolventům patří např. Džamila Stehlíková.